# 児童画
児童画（じどうが 英語:Child art）とは、児童が描いた絵画を指す。

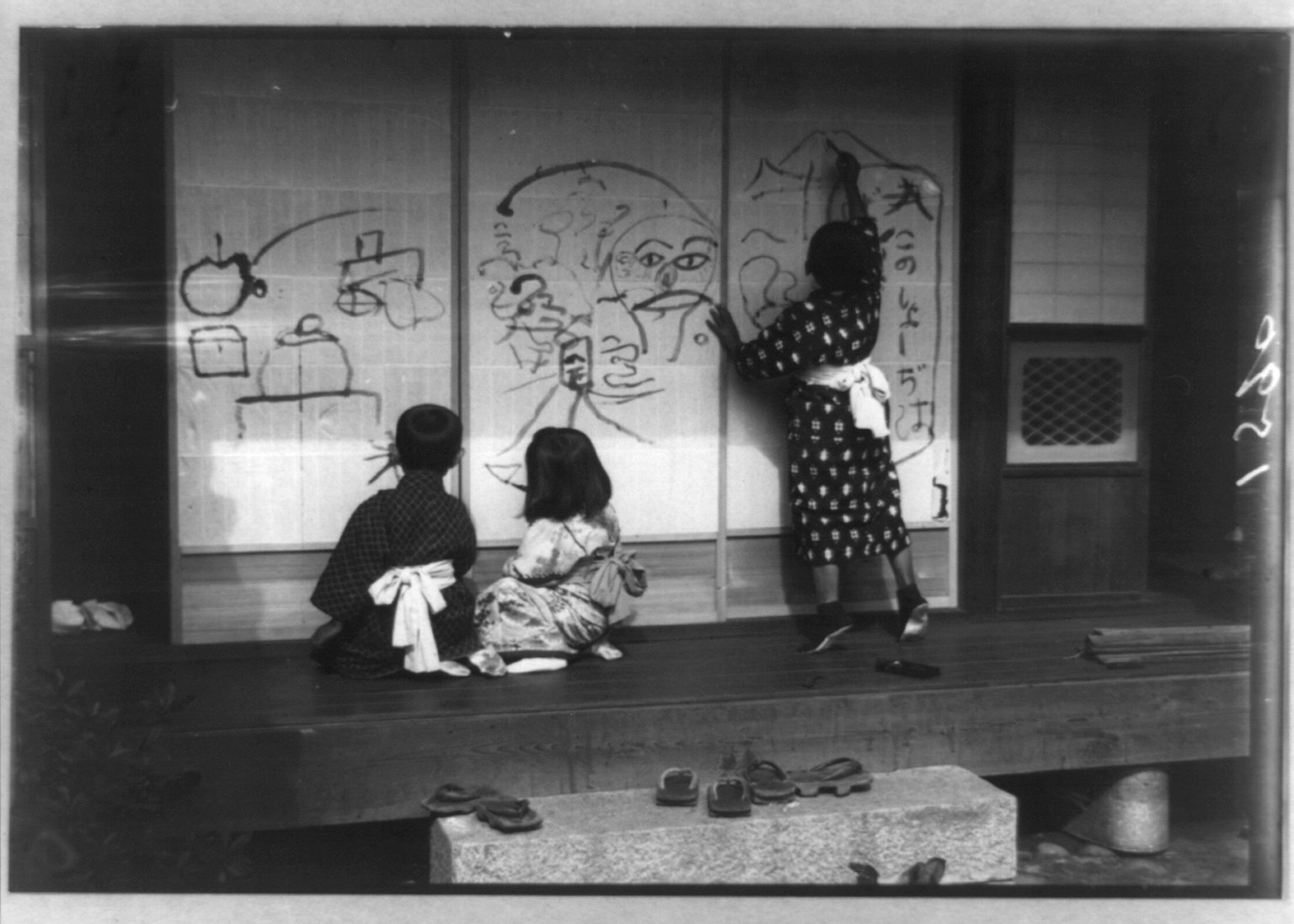
1909年の日本の子供の落書き

訓練を積んだ大人の絵画と比較すると、一般的に次のような傾向がみられる。
- 遠近法が使えない。
- レントゲン画法がある。
- 印象の深いもの（人物画なら顔）を大きく描く（頭足人）。

児童と呼ばれる段階になってくると､それらの傾向から成長した作品作りができるようになってくる（児童の発達も参照）｡

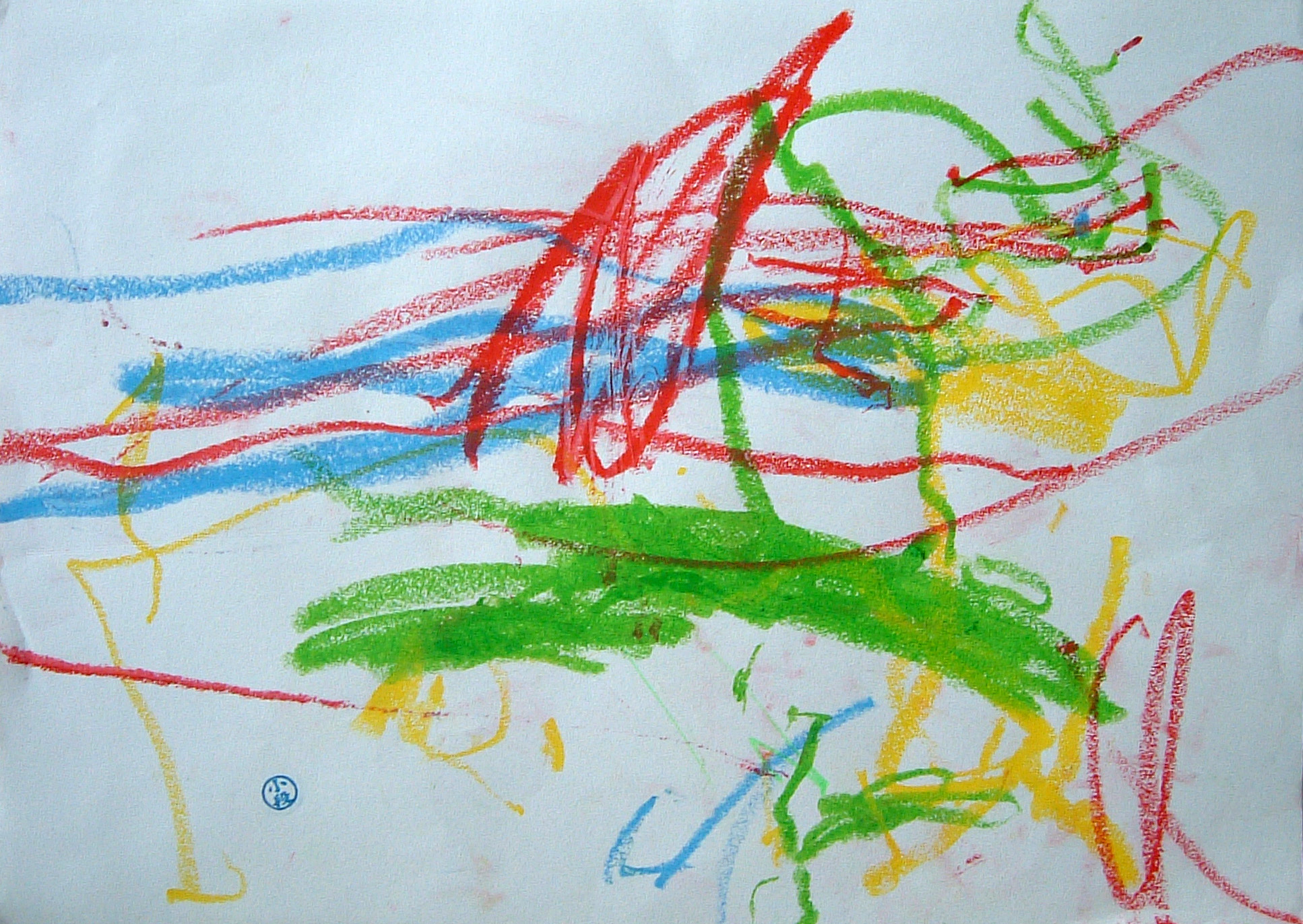
1歳の殴り書き
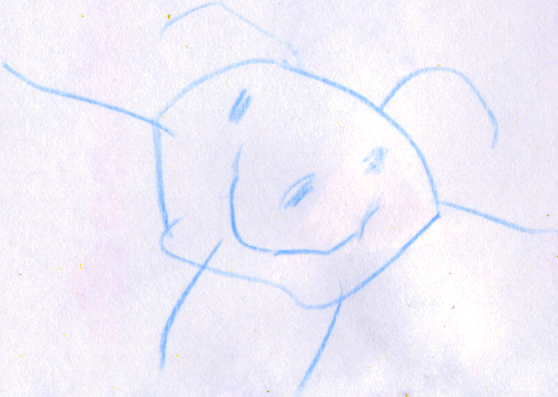
4歳の描いた頭足人
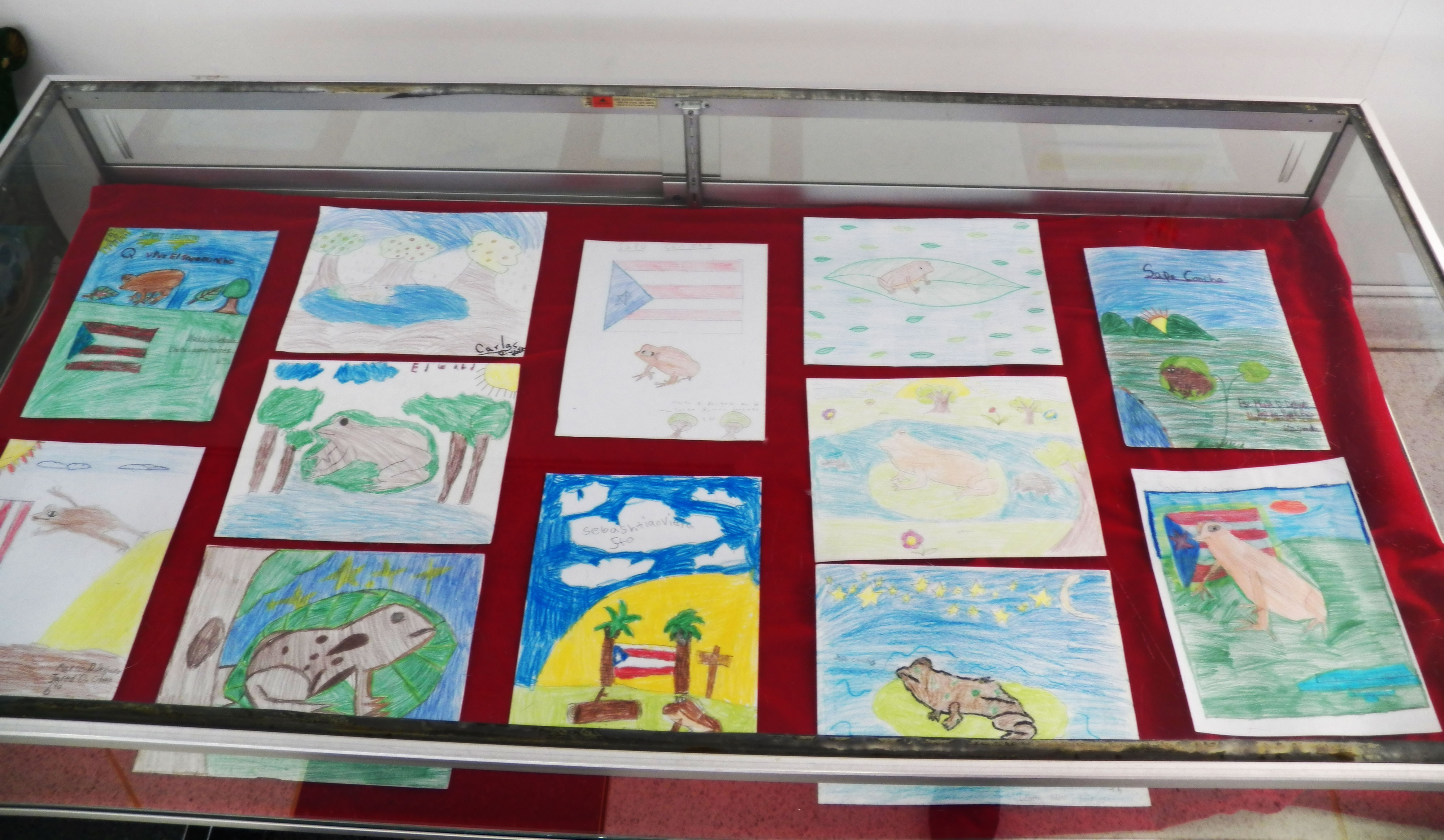
9 - 12歳の児童画
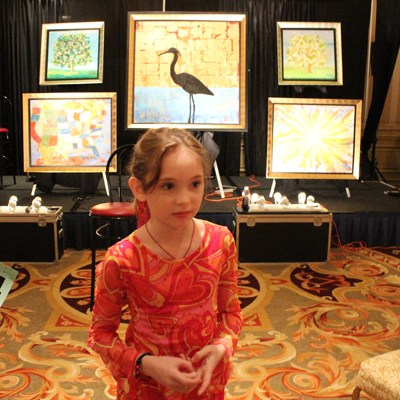
12歳で画家として活動するオータム・デ・フォレスト（英語版）